# Bourg-Saint-Christophe
Bourg-Saint-Christophe è un comune francese di 1 165 abitanti situato nel dipartimento dell'Ain della regione dell'Alvernia-Rodano-Alpi.

## Società

### Evoluzione demografica
Abitanti censiti